# Cabida
Cabida es una localidad española del municipio de El Cardoso de la Sierra, perteneciente a la provincia de Guadalajara, en la comunidad autónoma de Castilla-La Mancha.

## Geografía
Se sitúa al noroeste de la provincia de Guadalajara, en la comunidad de Castilla-La Mancha. Pertenece al municipio de El Cardoso de la Sierra. La localidad se encuentra a una altitud de unos 1400 m sobre el nivel del mar.
En el entorno crecen robles, chopos, olmos, árboles frutales, nogales, brezos y tomillos. La fauna es muy variada, con jabalíes, lobos, corzos, águilas, buitres, ginetas, zorros, liebres, erizos y una gran variedad de aves.

## Historia
Se dice que la localidad fue fundada por un cabrero llamado "Miguel" que, cuando su pueblo fue destruido por un desastre, decidió trasladarse a esa zona y construir una vivienda.[cita requerida]
El territorio es repoblado durante la reconquista por la Comunidad de Villa y Tierra de Sepúlveda, quedando encuadrado el pueblo dentro del Ochavo de Sierra.
Cabida perteneció a Colmenar de la Sierra hasta su independencia. Hacia mediados del siglo XIX, el lugar, por entonces con ayuntamiento propio, tenía contabilizada una población de 74 habitantes. Aparece descrito en el quinto volumen del Diccionario geográfico-estadístico-histórico de España y sus posesiones de Ultramar de Pascual Madoz de la siguiente manera:

CABIDA: l. con ayunt. en la prov. de Guadalara (12 leg.), part. jud. de Cogolludo (6); aud. terr. y c. g. de Madrid (7), dióc. de Toledo (28): sit. en llano; le combaten todos los vientos, y principalmente los del N. que hace su clima muy frio, por cuya causa se padecen fluxiones de muelas. Tiene 20 casas, la de ayunt.; 2 fuentes dentro del pueblo de buenas aguas, pero muy frias, y una igl. parr. (San Miguel), servida por un cura párroco, cuya plaza es de entrada y de provision ordinaria en concurso. térm. confina por N. con Peñalba; E. Bocigano, ambos á 1 leg.; S. Campillo de Ranas á 2, y O. Colmenar de la Sierra, á 1 : el terreno es de mala calidad, y parte poblado de robles y brezo, aunque pocos; le baña el r. Jarama que pasa á corta dist. del pueblo. caminos de herradura y bastante malos. El correo se recibe y despacha en la adm. de Buitrago una vez á la semana. prod.: centeno, peros pardos y cerezas; cria ganado lanar merino y cabrío; caza de perdices, y pesca de truchas en el espresado r. Jarama. ind.: la elaboracion del carbón, á que se dedican sus naturales. pobl.: 21 vec., 74 alm. cap. prod.: 254,325. cap. imp.: 20,346. contr.: 906.
(Madoz, 1846, p. 37)

En 1857 volvió a pertenecer a Colmenar de la Sierra, para después pasar a formar parte de Cardoso de la Sierra.

## Patrimonio
En la localidad hay una iglesia bajo la advocación de San Miguel. Es el edificio que más resalta en la localidad, de las bajas casas rurales. Data del siglo XVIII, es de estilo románico, ha sido rehabilitada. Hay una pila bautismal en el interior del templo, de 1807. Según los habitantes de más edad de la localidad, había una gran campana en la iglesia que fue destruida en la guerra civil española y sustituida por una más pequeña.
También había un gran olmo a la entrada de la localidad, que fue trasladado a un jardín botánico de La Moraleja.

## Fiestas y costumbres
- Agosto: Se celebran unas fiestas en el primer fin de semana de agosto, con juegos, orquestas...
- San Miguel Arcángel: En el mes de septiembre, el día 29, se celebran las fiestas patronales, las de San Miguel Arcángel, con procesión.
- Pedros: Comenzaba el 17 de enero hasta la cuaresma. Costumbre ya desaparecida.
- Fiestas en la Plaza: Se cantaba y se bailaba en la plaza del pueblo. Tradición desaparecida.